# Coreopsis fasciculata
Coreopsis fasciculata là một loài thực vật có hoa trong họ Cúc. Loài này được Wedd. mô tả khoa học đầu tiên.